# Bloomberg News
Bloomberg News ist eine Nachrichten- sowie Bildagentur mit Hauptsitz in New York City, die 1990 gegründet wurde. Sie wird vom Unternehmen Bloomberg L.P. von Michael Bloomberg betrieben.
Bloomberg Media bietet aktuelle Nachrichten, Bilder, Videos und Daten aus Unternehmen, Politik, Wirtschaft und Finanzen an. Teil von Bloomberg Media ist der Bloomberg Photo Service. Der Bilderdienst arbeitet auf redaktioneller Ebene mit Getty Images zusammen.

## Bloomberg Markets
Seit 1992 wird das zweimonatlich erscheinende Magazin Bloomberg Markets Magazine veröffentlicht. Es umfasst neben Wirtschaftsthemen u. a. ein jährliches Ranking der 50 einflussreichsten Menschen der Welt (50 Most Influential).

## Bloomberg Billionaires Index
Der Bloomberg Billionaires Index ist ein seit März 2012 aktives Ranking-System der reichsten Menschen weltweit, vergleichbar mit der Forbes-Liste. Bei den Angaben beider Ranglisten handelt es sich jeweils um Schätzwerte, die auf öffentlich einsehbaren Informationen bzgl. des Vermögens von Menschen basieren.

## Konkurrenten
Die Hauptkonkurrenten von Bloomberg News im Bereich Informationsprodukte für Finanzdienstleister waren die Unternehmen Telekurs und Thomson Financial, eine Hauptgesellschaft von The Thomson Corporation. Im Bereich Medien sind die Hauptkonkurrenten Reuters, Associated Press, Agence France-Presse und Dow Jones, in Deutschland auch die Deutsche Presse-Agentur.